# Jan Strandqvist
Jan Strandqvist är en musiker född i Stockholm 1964 men uppvuxen i Sundsvall.
I slutet på 1970-talet blev han en del av den framväxande punkrörelsen och spelade i band som Psykopop, Fordringsfulla Gäster (som var ett av Sundsvalls första synthbaserade band) och Brända Barn som han började med 1982 och var keyboardist och slagverkare i. Fram till 1997 spelade han med i olika band som bland andra The Congress och ett kortare inhopp i Kretsen under början av 1990-talet.

## Red Mecca
Sedan 1997 har Strandqvist varit aktiv i projektet Red Mecca som gav ut tre singlar på  Telegram Records Stockholm/Warner Music. Efter att under tio års tid ha spelat in material utan att släppa det började Red Mecca göra konserter igen 2010. Konserterna har utöver Strandqvist involverat musikaliska gäster och projicerade filmer. Under 2013 blev Frida Madeleine fast medlem och hösten 2014 släpptes det första albumet där Red Mecca är en duo fullt ut och båda har skrivit materialet på Massproduktion. Under 2014 i samband med fullängdsalbumet "Covered With Rain", uppmärksammades duon av Gaffa och Release Magazine som ett av årets viktigaste släpp. De beskriver själva sin musik som något i gränslandet mellan postrock/electronica. 2016 släpptes albumet "Electricity" som hamnade på sjätte plats när kritiker.se summerade februaris releaser och mottog 2017 Manifestpriset för årets bästa album i genren synt. Under 2018 släpptes tredje albumet I See Darkess in You som även det nominerades till årets album på Manifestgalan. I juni 2018 lämnade Frida Madeleine projektet och bildade duon Kitka med Fredrik Hast från The Confusions. Under sommaren blev Susanne Jonsson ny medlem och en ny kreativ period började. 2019 släpptes Red Meccas Fjärde album  - Truth - det första med Susanne Jonsson. 2020 kom albumet Away och under 2023 kom dubbelalbumet Stay.

### Fasta medlemmar
- Jan Strandqvist – keyboards, slagverk
- Susanne Jonsson - sång, keyboards

### Medverkande
- Maria Ritzén
- Jenny Gustavsson
- La Gaylia Frazier
- Mikael Andersson-Knut
- Robert Persson
- Dennis Hansson
- KMRS

### Diskografi

#### Album
- 2000 - ej utgivet album
- 2013 - You Were Never Here (Massproduktion)
- 2014 - Covered with Rain (Massproduktion)
- 2016 - Electricity (Massproduktion)
- 2018 - I See Darkness in You (Massproduktion)
- 2019 - Truth (Massproduktion)
- 2021 - Away (Massproduktion)
- 2023 - Stay (Massproduktion)

#### Singlar och EP
- 1998 Please Goddess (Telegram)
- 2000 Underground (Telegram)
- 2000 Love is a Savage Thing (Telegram)
- 2013 You Will Disappear (Massproduktion)
- 2014 Love and Hate (Massproduktion)
- 2014 Pictures (Massproduktion)
- 2014 Highest Mountain on Mars (Massproduktion)
- 2015 Skin (Massproduktion)
- 2016 Control (Massproduktion)
- 2016 Always There (Massproduktion)
- 2016 Världen genom lånade ögon (Massproduktion)
- 2017 Set In Motion (Massproduktion)
- 2017 Alcohol (Massproduktion)
- 2018 Mirror (Massproduktion)
- 2018 The Fall and the End (Massproduktion)
- 2018 A Spectrum of Lights (Massproduktion)
- 2019 Truth (Massproduktion)
- 2019 Canticle (Massproduktion)
- 2019 Centrum - med Lars Bygdén (Massproduktion)
- 2020 Hold Your Breath (Massproduktion)
- 2020 The New Way (Massproduktion)
- 2020 Atlantic (Massproduktion)
- 2021 Runaway With Me (Massproduktion)
- 2021 All Those Stored Errors (Massproduktion)
- 2021 Into Prayer - featuring KMRS (Massproduktion)
- 2021 Without a House, Without a Door (Massproduktion)
- 2022 Tu Sueño No Es Mio (Massproduktion)
- 2022 The Longest Hour (Massproduktion)
- 2022 Disco (Massproduktion)
- 2023 Eyes on Mars (Massproduktion)
- 2023 New Horizon (Massproduktion)

#### Samlingar
- 1999 Popstad 1999 (Massproduktion, Mass CD-80)
- 2016 Not So Cold - A Warm Wave Compilation (Sleepless Records)
- 2019 Massproduktion 40 år (Massproduktion)